# Vogelskelett

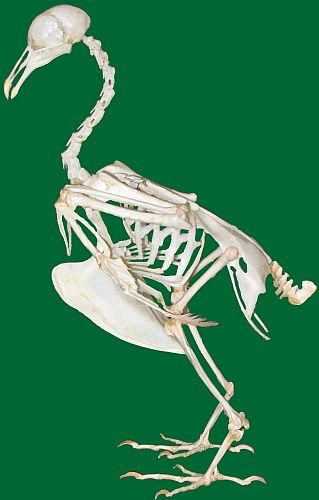
Skelett einer Taube

Das Skelett der Vögel ist im Vergleich zum Skelett der anderen Wirbeltiere besonders leicht, da einige Knochen durch Ausstülpungen der Luftsäcke luftgefüllt (pneumatisiert) sind.

## Schädel
Der Schädel fällt durch eine sehr große Orbita (Augenhöhle) auf. Durch eine Art Schubstange (Os jugale und quadratojugale) kann der Oberkiefer nach oben geklappt werden, zusätzlich zur Abwärtsbewegung des Unterkiefers.

## Wirbelsäule und Rumpf

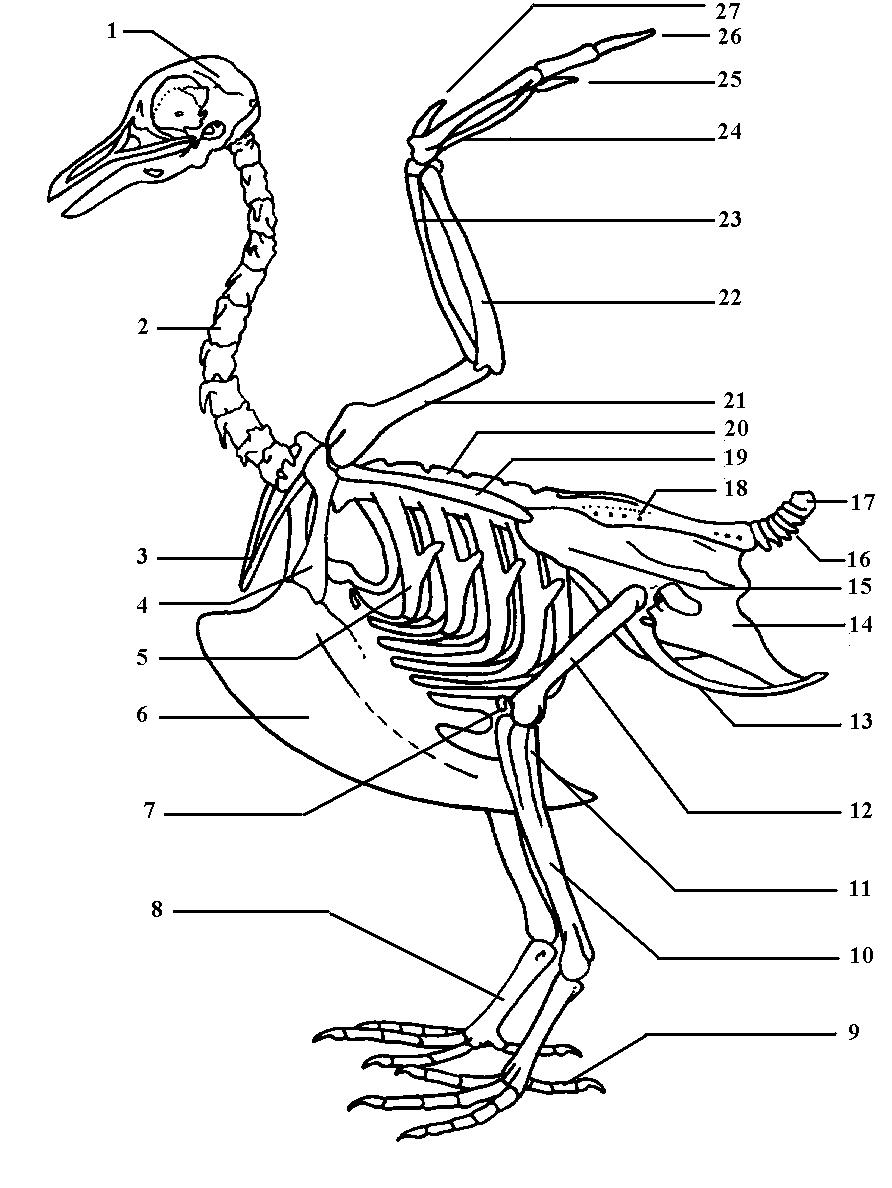
Vogelskelett.
1 Schädel (Cranium)
2 Halswirbel
3 Gabelbein (Furcula)
4 Rabenbein (Coracoid)
5 Rippe
6 Brustbeinkamm (Carina sterni)
7 Kniescheibe (Patella)
8 Tarsometatarsus
9 erste Zehe
10 Tibiotarsus
11 Wadenbein (Fibula)
12 Oberschenkelknochen
13 Schambein
14 Sitzbein
15 Darmbein
16 Schwanzwirbel
17 Pygostyl
18 Synsacrum
19 Schulterblatt
20 Notarium
21 Oberarmknochen (Humerus)
22 Elle (Ulna)
23 Speiche (Radius)
24 Carpometacarpus
25 Digitus minor
26 Digitus major
27 Daumen oder Alula (Digitus alulae)

Der Hals der Vögel ist sehr beweglich und lang, denn es sind 10 bis 31 (Schwarzschwan), meist 14 oder 15 Halswirbel vorhanden.
Das versteifte Rumpfskelett bildet eine feste Einheit.
- Es besteht aus 3 bis 10 Brustwirbeln, die wenig beweglich sind. Bei verschiedenen Gruppen sind sie zu einem Knochenstab, dem Notarium, verschmolzen.
- Die Brustwirbel tragen Rippen, die mit dem großen Brustbein verbunden sind und so den Brustkorb bilden. Vogelrippen besitzen keine Rippenknorpel, sondern sind komplett knöchern. Die vorderen Rippen tragen hakenförmige, nach hinten gerichtete Fortsätze (Processus uncinati), die den Thorax stabilisieren und bei der Einatmung eine Rolle spielen. Hakenfortsätze fehlen bei den Wehrvögeln und dem Emu.
- Die hinteren Brustwirbel und die Lendenwirbel sind miteinander zum Synsacrum verwachsen, dieses wiederum mit dem Becken.
- Die letzten Schwanzwirbel sind miteinander zum großen Pygostyl verwachsen, an dem Schwanzfedern sitzen.
- Am Sternum (Brustbein) setzt die kräftige Flugmuskulatur an. Bei allen flugfähigen Vögeln trägt es eine hohe Brustbeinleiste (Carina oder Crista sterni), die die Ansatzfläche vergrößert.

## Schultergürtel
Der Schultergürtel besteht aus:

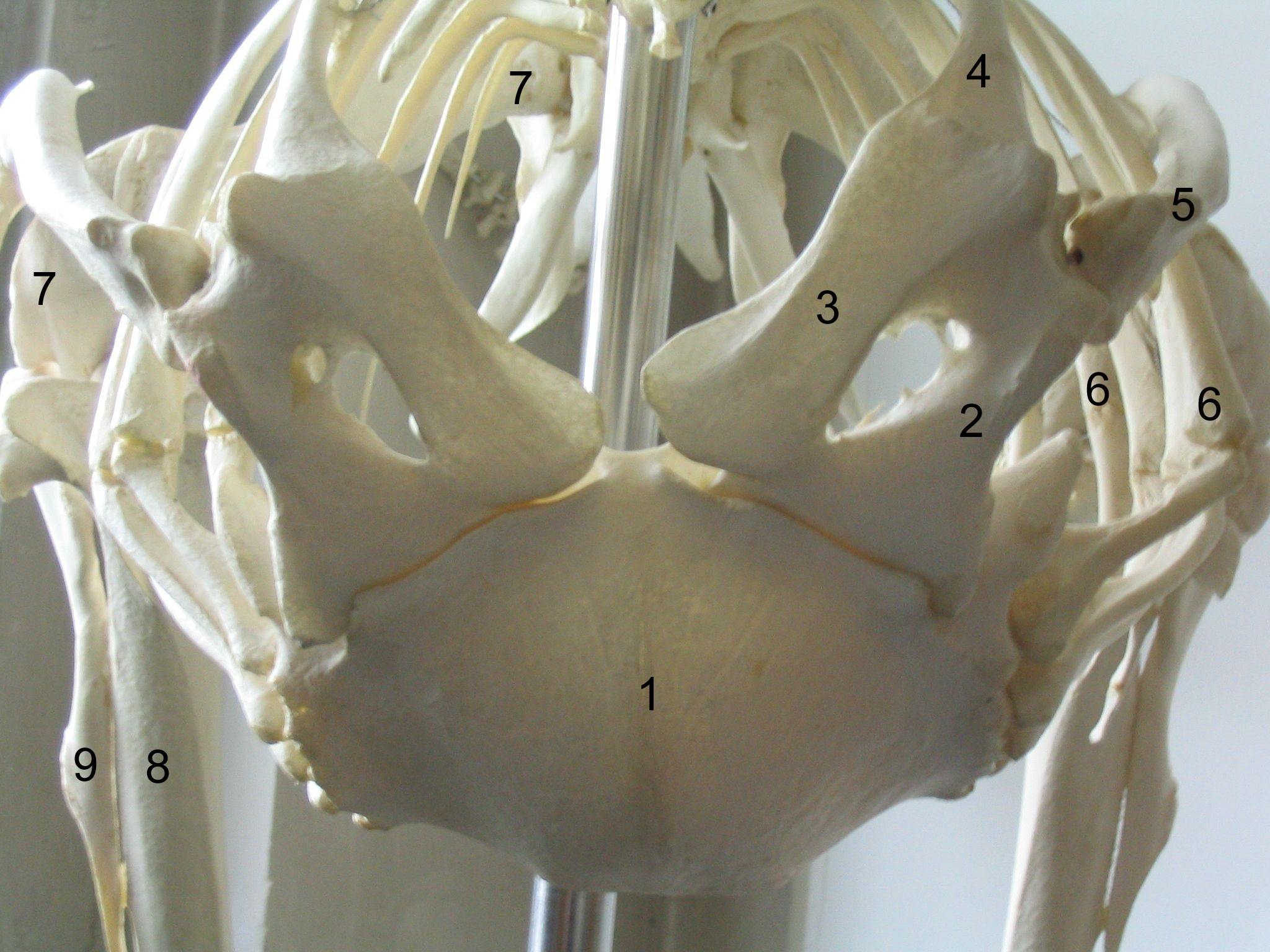
Skelett eines Straußes von vorn. 1 Brustbein, 2 Rabenbein, 3 Schlüsselbein, 4 Schulterblatt, 5 Oberarm, 6 Rippen, 7 Oberschenkel, 8 Schienbein, 9 Wadenbein

- dem Coracoid (Rabenbein), das vom Brustbein nach vorn-oben-seitlich zieht,
- den vorn liegenden paarigen Schlüsselbeinen der beiden Körperhälften, die miteinander zur Furcula (Gabelbein) verwachsen sind (das Gabelbein bricht niemals in der Mitte entzwei, so dass immer ein größeres und ein kleineres Stück entsteht. In manchen Kulturen hat derjenige, der das größere Stück erhält, einen Wunsch frei, im Englischen wird dieser Knochen daher als wishbone bezeichnet),
- dem schmalen Schulterblatt (Scapula).

## Flügel
Das Flügelskelett (→ Flügel) besteht aus
- dem Oberarmknochen (Humerus)
- den beiden Unterarmknochen Ulna (Elle) und Radius (Speiche), wobei die Elle, im Gegensatz zu den Säugetieren, der kräftigere Knochen ist. An ihr setzen die Armschwingen an.
- dem stark veränderten Handbereich aus
  - zwei Handwurzelknochen (Os carpi radiale und ulnare),
  - einem Carpometacarpus aus verschmolzenen Handwurzel- und Mittelhandknochen,
  - nur noch drei Fingern: Digitus major, Digitus minor, Digitus alulae. Der Digitus alulae bildet die knöcherne Grundlage des Eckfittichs, der wie eine Landeklappe beim Flugzeug funktioniert. Die meisten Vögel besitzen an den Fingern keine Krallen, eine Ausnahme ist z. B. der Strauß. Außerdem besitzen die Küken des Hoatzin an allen drei Fingern Krallen, die stark an den Archaeopteryx erinnern. Sie bilden sich aber im Erwachsenenalter zurück.

Am Unterarm und an der Hand setzen die Schwungfedern an. Dabei unterscheidet man Arm- und Handschwingen.

## Hintergliedmaßen
Das Becken besteht wie beim Säugetier aus Os ilium (Darmbein), Os ischii (Sitzbein) und Os pubis (Schambein). Es ist mit dem Synsacrum verwachsen und weist drei Öffnungen zum Durchtritt von Nerven und Blutgefäßen auf. Mit Ausnahme der Strauße und Nandus ist es nach unten offen, es gibt also keine Beckensymphyse. Die Schambeine überragen die Sitzbeine nach hinten (kaudal), ihre tastbaren Enden werden auch als „Legebeine“ bezeichnet.
Das Beinskelett besteht aus
- dem (wie bei einem sitzenden Menschen) nach vorn-unten gerichteten Femur (Oberschenkelknochen),
- den Unterschenkelknochen mit Schienbein und sehr dünnem Wadenbein, wobei das Schienbein mit den oberen Fußwurzelknochen verwachsen ist und deshalb als Tibiotarsus bezeichnet wird,
- dem Fuß, und dieser wiederum aus
  - dem Tarsometatarsus (Laufknochen) aus verschmolzenen Fußwurzel- und Mittelfußknochen. Der Sporn (Calcar metatarsale) der männlichen Hühnervögel ist knöchern durch einen nach hinten gerichteten Knochenfortsatz gestützt,
  - den Zehenknochen, wobei die erste Zehe meist nach hinten weist und die Vorderzehen (= Zehen Nr. II, III und IV) nach vorne gerichtet sind. Einige Arten haben nur 3 Zehen, der Strauß nur 2. Die Zehen tragen Krallen.